# خطمي وردي صيني
الخطمي الوردي الصيني أو ورد الصين أو أَنْجُره هندي أو حب مسك صيني  أو حب المسك، هيبسكس  (الاسم العلمي: Hibiscus rosa- sinensis) نبات من فصيلة الخبازية Malvaceae .شجيرة مستديمة الخضرة يتراوح ارتفاعها بين 2-4 م كثيرة التفرع من القاعدة، والأوراق كبيرة متبادلة ذات حافة مسننة، والأزهار بوقية كبيرة حمراء اللون تظهر معظم أيام السنة، والثمار غير ظاهرة، والجذور منتشرة، ومعدل النمو للشجيرة سريع . تنمو الشجيرة بشكل جيد تحت الظروف البيئية المحلية، وتتحمل العوامل البيئية القاسية بشكل متوسط من حيث ارتفاع درجة الحرارة إلى 42 درجة مئوية ولا تتحمل الصقيع ، كما تتحمل بشكل متوسط الجفاف والرياح ، إلا أنها قليلة التحمل للملوحة.